# Henderson (Kentucky)
Henderson és una població dels Estats Units a l'estat de Kentucky. Segons el cens del 2000 tenia 27.933 habitants.

## Demografia
Segons el cens del 2000, Henderson tenia 27.373 habitants, 11.693 habitatges, i 7.389 famílies. La densitat de població era de 706 habitants/km².
Dels 11.693 habitatges en un 29,8% hi vivien nens de menys de 18 anys, en un 45,5% hi vivien parelles casades, en un 14,1% dones solteres, i en un 36,8% no eren unitats familiars. En el 32,1% dels habitatges hi vivien persones soles el 12,9% de les quals corresponia a persones de 65 anys o més que vivien soles. El nombre mitjà de persones vivint en cada habitatge era de 2,27 i el nombre mitjà de persones que vivien en cada família era de 2,86.
Per edats la població es repartia de la següent manera: un 23,5% tenia menys de 18 anys, un 9,2% entre 18 i 24, un 29,5% entre 25 i 44, un 22,5% de 45 a 60 i un 15,3% 65 anys o més.
L'edat mediana era de 37 anys. Per cada 100 dones de 18 o més anys hi havia 85,3 homes.
La renda mediana per habitatge era de 30.427$ i la renda mediana per família de 39.887$. Els homes tenien una renda mediana de 32.131$ mentre que les dones 22.225 $. La renda per capita de la població era de 17.925 $. Entorn del 13,2% de les famílies i el 16,5% de la població estaven per davall del llindar de pobresa.

## Poblacions més properes
El següent diagrama mostra les poblacions més properes.